# Пономарёвка (Татарстан)
Пономарёвка  (тат. Пономарёвка) — деревня в Аксубаевском районе республики Татарстан. Входит в состав Мюдовского сельского поселения.
Деревня находится в 22 километрах к югу от Аксубаево.
По состоянию на 2014 год в деревне проживало 4 человека.

## История
Основана в 1920-х годах.
С момента основания входила в Кривоозёрскую волость Чистопольского кантона Татарской АССР. С 10 августа 1930 года находилось в Аксубаевском, с 10 февраля 1935 года — в Тельманском, с 16 июля 1958 года — в Аксубаевском, с 1 февраля 1963 года — в Октябрьском, с 12 января 1965 года — в Аксубаевском районах.